# نادي لورقة
نادي لورقة لكرة القدم هو نادي كرة قدم إسباني يتمركز في لورقة، في منطقة مرسية ذاتية الحكم. تأسس في عام 2003، ويلعب حاليا في دوري الدرجة الثانية الإسباني، ويستضيف مبارياته في ملعب فرانسيسكو آرتس كاراسكو، بسعة 8120 مقعد. في 8 يوليو 2016، تم تسمية النادي رسميا باسم نادي لورقة لكرة القدم، عندما اشتراه اللاعب الدولي السابق والمدير الفني الصيني تشو جين باو.